# Межирицкий, Пётр Яковлевич
Пётр Яковлевич Межири́цкий (род. 12 июля 1934, Киев, Украина) — русский писатель, журналист и прозаик, публицист и автор мемуаров.

## Биография
Родился в Киеве в еврейской семье. Прадед по отцу был раввином в Чернобыле. Дядя, старший брат отца, Моисей Мижирицкий (1889—1951), еврейский писатель и литературный деятель, был репрессирован по сфабрикованному МГБ СССР так называемому «Делу ЕАК» и погиб в тюремном вагоне. Писателем был также двоюродный брат Петра — Борис Тартаковский. Военное детство Межирицкий провёл в городе Наманган (Узбекская ССР). Оставшиеся в Киеве члены семьи Мижирицких-Тартаковских были расстреляны фашистами. Писать начал в 1962 году. Известность Межирицкому принесла повесть «Десятая доля пути» (1966), по которой спустя два года был снят одноименный фильм. С 1976 года профессиональный литератор, член Союза писателей. С 1979 года живёт в США, где продолжает литературную и журналистскую деятельность.

## Творчество
В 60-е годы в советской литературе Межирицкий считался одним из перспективных молодых писателей. Даниил Гранин писал о нём: «Я вижу на избранном им пути большие и радующие возможности». Советский период его творчества характеризуется идеологическими приметами шестидесятничества — социальным идеализмом, призывом к реформам, к открытому обществу и смелым преобразованиям.
Писать начал в 1962 году (роман «Мерзавцы»). Первым опубликованным произведением стала повесть «Десятая доля пути». В 1968 году по повести был поставлен одноименный художественный фильм. В 1971 повесть переведена на польский и издана в Варшаве.
После вторжения СССР в Чехословакию и ужесточения цензуры в СССР творчество многих шестидесятников оказывается в конфликте с коммунистической идеологией. Работы Межирицкого подвергается идеологической критике в центральной прессе — в «Правде», «Красной звезде», «Литературной газете». Роман «В поле напряжения» (1967), встретив цензурные трудности, был опубликован лишь в 1976 году со значительными сокращениями. С 1969 по 1974 из всего написанного в центральных советских журналах увидели свет лишь несколько рассказов и проблемных статей в республиканской печати.
В 1972 году Межирицкий обратился к военной теме. В 1975 году вышла документальная повесть «Товарищ майор» — о герое Великой Отечественной войны Цезаре Куникове. Материалом для первой в советской литературе книги об «отце советских десантников» послужили собранные автором факты, письма ветеранов и документы, представленные семьей Ц.Куникова. Отзывы читателей, участников обороны Новороссийска, позволили Межирицкому воссоздать подлинную картину этой малоизвестной страницы войны и помогли восстановить историческую справедливость: ввести в историю обороны Новороссийска «потерянную» воинскую часть — 2-й ОБМП («Красная звезда», 20 октября 1977 г). В 1979 году Межирицкий эмигрирует в США.
Тема военной истории получает развитие в приобретшей широкую известность книге «Читая маршала Жукова» (1995) — исследовании замалчиваемых событий 20-30-х годов в Германии и СССР, ставших причиной войны в Европе. Исследование переведено на английский язык и в 2012 г. издано в Великобритании под названием «On the Precipice: Stalin, the Red Army Leadership and the Road to Stalingrad, 1931—1942». А тема войны, с её жертвами и героями, высочайшим самопожертвованием и безграничной жестокостью, пройдет через все творчество Межирицкого — от эпатажно-дерзкого, шокирующего даже современного читателя, романа «Тоска по Лондону» (1995), до пронзительно-лирической «Струны», «Высокого немца», «Долгого преферанса» и трагической повести о детях войны «Мама, там стреляют…»
Художественная проза Межирицкого разнообразна и в жанровом, и в стилистическом отношении. Особенности произведений писателя — двойная спираль фабулы, разновременные крупные исторические события и герои («Тоска по Лондону», «У порога бессмертия (Сказание об Исааке)»), неожиданная смена фокуса, угла зрения: от мельчайших движений человеческой души и деталей библейского быта до глобальных и философских вопросов мироустройства и выживания людей.

### В СССР
- «Десятая доля пути», повесть («Нева», № 3, 1966; «Молодая гвардия», 1967)
- «В поле напряжения», роман («Каменяр», Львов, 1976)
- «Вызов», роман («Нева», № 10-11, 1978)
- «Один рабочий день», повесть («Звезда», № 9, 1969)
- "Товарищ майор", документальная повесть («Политиздат», Москва, 1975)
- Рассказы в журналах «Неделя», «Дружба народов», «Кругозор»
- Статьи в газетах «Соц. индустрия», «Известия», «Правда Украины»

### За рубежом
- «Концерт», повесть
- «Рыжий высокий немец», рассказ
- «Маленькие рассказы о большой войне», рассказ
- «Струна натянута была…», повесть
- «Сдвиг по фазе», рассказ
- «Красный лев», рассказ
- «Долгий преферанс 1942 года», рассказ,
- «На покое», рассказ
- «Тоска по Лондону», роман
- «Читая маршала Жукова», документальное исследование, 1996, 2008 (перераб. и доп.)
- «Россия: Проблемы и противоречия», документальное исследование (совместно с проф. А.Кацинелинбойгеном).
- «У порога бессмертия (Сказание об Исааке)», роман
- «Мама, там стреляют…», повесть

### Переведены на другие языки
- «Десятая доля пути» (польский) — «Dziesiata czesc drogi», Czytelnyk, Poland, 1971
- «Читая маршала Жукова» (английский) — «On the Precipice: Stalin, the Red Army Leadership and the Road to Stalingrad, 1931—1942». Helion and Company, United Kingdom, 2012.